# محمد الصدر
اية الله العظمى السيد مُحَمَّد مُحَمَّد صَادِق الصَدْر (23 مارس 1943 - 19 فبراير 1999م) (17 ربيع الأول 1362 - 4 ذو القعدة 1419 هـ) ويُلقب بـ «الصدر الثاني» هو رجل دين ومرجع شيعي عراقي معروف، كان من أبرز الشخصيات الدينية في العراق حينها بسبب إقامته لصلاة الجمعة التي ساهمت في تأسيس تيار في العراق صار يعرف فيما بعد بالتيار الصدري، اعتبر الصدر من مُعارضي النظام العراقي في فترةِ حكم حزب البعث العربي الاشتراكي وقد عُرِفَ بنشاطهِ المُناهض للنظام البعثي في العراق.

## ولادته ونشأته
ولد في 23 مارس 1943 في الكاظمية ونشأ في أسرةٍ دينية ضمّت علماء كبار منهم والده محمد صادق الصدر وجده لأمه آية الله العظمى محمد رضا آل ياسين وهو من المراجع المشهورين وتزوج من بنت عمه محمد جعفر الصدر ورزق بأربعة أولاد منها هم مصطفى ومرتضى ومؤمل ومقتدى

## نسبه
هو محمد بن محمد صادق بن محمد مهدي بن إسماعيل بن صدر الدين محمد بن صالح شرف الدين بن محمد بن إبراهيم شرف الدين بن زين العابدين إبراهيم بن نور الدين علي بن علي نور الدين بن الحسين عز الدين بن محمد بن الحسين بن علي بن محمد بن أبي الحسن عباس تاج الدين بن محمد شمس الدين بن عبد الله بن جلال الدين بن احمد بن أبي الفوارس حمزة الاصغر بن أبي محمد سعد الله بن أبي أحمد حمزة الأكبر بن أبي السعادات محمد بن أبي محمد عبد الله بن أبي الحرث محمد الحارث بن أبي الحسن علي (ابن الديلمية) بن عبد الله بن أبي طاهر بن ابي الحسن محمد المحدث بن أبي الطيب طاهر بن الحسين القطعي بن موسى بن إبراهيم المرتضى الأصغر بن موسى الكاظم بن جعفر الصادق بن محمد الباقر بن علي زين العابدين بن السبط ابي عبد الله الحسين بن علي بن أبي طالب بن عبد المطلب بن هاشم.

## دراسته وتدرجه العلمي
درس في الحوزة العلمية في سن مبكّرة حيث ارتدى الزي الديني وهو في الحادية عشر من عمره درس النحو على يد والده محمد صادق الصدر ثم على يد طالب الرفاعي وحسن طراد العاملي أحد علماء الدين في لبنان، ثم أكمل بقية المقدمات على يد محمد تقي الحكيم ومحمد تقي الأيرواني وقد دخل إلى كلية الفقه في 1957 ودرس على يد عدد من كبار علماءها وتخرج منها في دورتها الأولى عام 1964 م وباشر بتدريس البحث الخارج في عام 1978 م وكانت مادة البحث آنذاك من المختصر النافع للمحقق الحلي وبعد فترة باشر ثانيه بالقاء أبحاثه في الفقه والأصول ابحاث الخارج عام 1990 م وإستمرّ في ذلك متخذاً من مسجد الرأس الملاصق للصحن الحيدري مدرسه لتلك الأبحاث، ومن ارائه المشهورة موقفه من الشيخ الزاهد عبد القادر الجيلاني الّذي يقول فيه ردّاً على سؤال وجهه له الدكتور (أحمد ظفر الكيلاني - متولي الأوقاف القادرية) سنة 1994 أنّه رجل مصلح وتقي ووسطي وكان محبوباً ومحترماً من قبل العامة والخاصة ومن الطائفتين، مؤكداً على نسبهِ الحسني المتواتر، وهذا يدلل على إنفتاح الصدر على كافة المدارس الفكرية والفقهية في الإسلام واقفاً منها موقف الناقد البصير والمحقق المدقّق.

### أساتذته
لقد درس على يد عدد من العلماء الشيعة الأصوليين الكبار ومنهم الخميني ومحمد باقر الصدر والخوئي والحكيم.

## نشاطه الديني والسياسي
تصدّى للمرجعية الدينية وسعى للحفاظ على الحوزة العلمية في النجف، وقام بخطوات كبيرة في هذا المجال وفقاً لما تتطلبه الساحة الفكرية والحياة العصرية، وقام بإرسال العلماء إلى كافة أنحاء العراق لممارسة مهامهم التبليغية وتلبية حاجات المجتمع، وبادر إلى إقامة المحاكم وفق المذهب الشيعي، وتعيين العلماء المتخصصين للقضاء وتسيير شؤون أبناء المجتمع، واقام صلاة الجمعة وأمها بنفسه في مسجد الكوفة في النجف، وتعميم اقامتها بمدن العراق الأخرى رغم منعها في ذلك الوقت، مما وَلّدَ لدى النظام الحاكم في العراق الذي كان يرأسه الرئيس الراحل صدام حسين خوفاً من خطر مباشر على مستقبله، وشارك الصدر في الانتفاضة الشعبانية عام 1991 كقائد لها لبضعة أيام، لكن سرعان ماتم اعتقاله من قبل السلطات. تم دعمه لاحقاً من قبل الدولة كمرجع شيعي عربي إبان الحملة الإيمانية.

## وفاته
في يوم الجمعة الرابع من ذي القعدة الموافق 19 شباط 1999 وبينما كان الصدر برفقة ولديه مؤمّل ومصطفى في سيارته عائداً إلى منزله في منطقة الحنانة إحدى مناطق محافظة النجف، لاحقته سيارة مجهولة فاصطدمت سيارته من نوع ميتسوبيشي بشجرةٍ قريبة، وحسب التقارير والشهود العيان أنّ المهاجمين ترجّلوا من السيارة وأطلقوا النار على الصدر ونجليه فتوفي ابنه مؤمّل الصدر فورًا، أمّا محمد محمد صادق الصدر فقد جاءته رصاصات عدّة، ولكنه بقي على قيد الحياة، وعند نقله إلى المستشفى قُتِل برصاصة بالرأس، أمّا ابنه مصطفى فأُصيب بجروح ونُقِلَ إلى المستشفى من قبل الأهالي وتُوفِي هُناك مُتأثرًا بجراحه.

في أعقاب مقتل الصدر، شهدت مناطق جنوب العراق، ومدينة صدام (مدينة الصدر حاليًا) اضطرابات ونزاعات عسكرية سُمِيَت بانتفاضة الصدر 1999 حيثُ هاجمت مجاميع من انصاره قوات الأمن ومراكز الشرطة ومقرات حزب البعث في الجنوب، متهمين حكومة صدام حسين بالضلوع باغتيال الصدر، رغم انه وخلال التحقيق معه بعد احداث غزو العراق عام 2003 من قبل جون نكسون محلل وكالة الاستخبارات الأمريكية نفى صدام قيام حكومته باغتيال محمد صادق الصدر، وقال: 
«متى ما تخبروني عن مَنْ قتل محمد باقر الحكيم (رئيس المجلس الأعلى للثورة الإسلامية في العراق والّذي قُتِلَ بعد أعقاب غزو العراق عام 2003) سأقول لكم مَنْ قتل الصدر. لقد تحدث بعض أعضاء حكومتي مع هذا الرجل (محمد صادق الصدر) وطلبوا منه الكفّ عن إثارة الناس ولم أسمع عنه شيئاً حتّى بلغني أنّهُ قد قُتِلَ. أمرت حينها بإجراء تحقيق خاص حول الحادث وتلقيت تقريراً من المخابرات العراقية مفاده أنّ مقتله تمّ نتيجة خلاف داخلي بين كبار قادة الحوزة».
وأصرّ صدام بأنّه لم يكن لديه أيّ دورٍ في أغتياله فيما تبنى علناً إعدام محمد باقر الصدر بتهمة العمالة لإيران وولاءه للمرشد الإيراني روح الله الخميني. إلا ان تلك الادعاءات لم تلقَ رواجاً وكانت غير واقعية خاصة في ظل تورط النظام بالهجوم على مقلدي الصدر في اليوم التالي لاغتياله بعد تجمهرهم في جامع المحسن في مدينة الصدر ببغداد حيث أدّت احداث جامع المحسن إلى مقتل ما لايقل عن 80 شخصًا من انصار الصدر برصاص قوات الأمن كما حكمَ على علي حسن المجيد والعشرات من اركان نظام البعث بالإعدام والسجن المؤبد بسبب عمليات تصفية واعتقالات وجرائم ابادة اعقبت اغتيال الصدر في محافظات البصرة وبغداد والناصرية والسماوة والنجف.

## مؤلفاته
| - ما وراء الفقه. (10 أجزاء) كتاب ذو طابع علمي لا فقهي. - منهج الأصول. (7 أجزاء). - أصول علم الأصول. - محاضرات في شرح كفاية الأصول. - منّة المنان في الدفاع عن القرآن.(5 أجزاء). - أضواء على ثورة الحسين (ع). - شذرات من فلسفة تاريخ الحسين (ع). - مبحث ولاية الفقيه. - حبّ الذات وتأثيره في السلوك الأنساني. - بين يدي القرآن. - الدر النضيد في شرح سبب صغر الجسم البعيد. (بحث فيزيائي) وقد كتبه ولم يتجاوز عمره الـ16 سنه. - بيان الفقه. (7 اجزاء). - ألوافية في حكم صلاة الخوف في الأسلام. - رفع الشبهات عن الانبياء. - رسائل ومقالات.(3 أجزاء). - مدارك الآراء في اعتبار حال الوجوب أو حال الأداء. - منهج الصالحين. (5 أجزاء). رسالة عملية موسعة. - فقه الموضوعات الحديثة. - الرد على الشبهات من السنة والايات. - تعليقة على كتاب(الشيعة والسنة) لأحسان الهي ظهير. - تعليقة على منهاج الصالحين للسيد الخوئي. - تعليقة على مستحدثات المسائل للسيد الخوئي. - مجموعة أشعار الحياة. - نظرات إسلامية في إعلان حقوق الإنسان. هو مناقشة للائحة حقوق الإنسان التي أصدرتها الجمعية التأسيسية التي تشكلت عقيب الثورة الفرنسية عام 1789. - فلسفة الحج ومصالحه في الإسلام. - مناسك الحج. - أشعة من عقائد الإسلام. - القانون الإسلامي، وجوده، صعوباته، منهجه. - موسوعة الإمام المهدي. وتقسم لأجزاء هي: - تاريخ الغيبة الصغرى. - تاريخ الغيبة الكبرى. - تاريخ ما بعد الظهور. - اليوم الموعود بين الفكر المادي والديني. - هل الامام المهدي طويل العمر ام لا. - فقه الأخلاق. يقع في جزئين، وهي دورة فقهية يبحث فيها عن الأحكام الأخلاقية والمستحبات في الفقه. وقد سئل عن ما احتواه فقه الأخلاق، فأجاب أنه جواهر بين التراب إشارة لما فيه من اللمحات العرفانية العقلية والبعد الفكري. - فقه الفضاء. اشتمل هنا الكتاب على بحوث شرعية تعد نادرة وجديدة في ميدان الفقه، حيث خرج هذا الكتاب إلى التكليف الشرعي خارج نطاق الأرض. - حديث حول الكذب. - الأمام المهدي المنتظر مختصر موسوعة الامام المهدي ع. - الطائفية في نظر الأسلام. - مسائل وردود. بمجلدين. - الكلمة الحية في حكم حلق اللحية. - الكلمة التامة في الولاية العامة. - ألرسالة الأستفتائية. - بحث حول الرجعة. كراس يتناول موضوع رجوع الأئمة بشيء من الاستدلال القرآني والروائي. - كلمة في البداء. | - الصراط القويم' رسالة عملية مختصره - دورة كاملة في علم الأصول من بحث الخارج الاستدلالي الذي حضره عند المحقق الخوئي. - اللمعة في حكم صلاة الجمعة. تقريراً لاستاذه السيداسماعيل الصدر. - الأسرة في الأسلام. - مختصر أحكام الصلاة. - فقه الطب. - فقه العشائر. - فقه المجتمع. - مسائل في حرمة الغناء. - مسائل في الحجاب. - الأفحام لمدّعي الأختلاف في الأحكام. - موارد جواز النظر وعدمه - الفتاوى الخطية. - فلسفة وجود الشيطان. - كتاب البيع (11 جزء) هذا الكتاب يحتوي تقريرات دروس الخميني التي دوّنها وقرّرها الصدر. - بحوث في صلاة الجمعة. هذا الكتاب يحتوي دروسه في البحث الخارج. - حكم القضاء في مدارك فقه الفضاء. - الكلمة التامة في الولاية العامة. - تعليقه على (الفتاوى الواضحه).بجزئين. تعليق على الرسالة العملية للسيد محمد باقر الصدر. - تعليقة على كتاب وسيلة النجاة بجزئين . - تعليقة على كتاب الروضة البهية في شرح اللمعة الدمشقية. - تعليقة على كتاب الحج من العروة الوثقى. - تعليقة على كتاب مناسك الحج للسيد الخوئي. - تعليقة على كتاب منهاج الصالحين ألعبادات للسيد الخوئي. - تعليقة على كتاب منهاج الصالحين المعاملات للسيد الخوئي. - تعليقة على تكملة منهاج الصالحين للسيد الخوئي. - تعليقة على كتاب شرائع الإسلام. - حياة السيد صدر الدين الصدر. - كتاب المهدي ( كتاب بقلم السيد صدر الدين الصدر وتحقيق السيد محمد محمد صادق الصدر). - إشراقات أدبية - اشراقات فكرية جزئين - الإجازات عن الأئمة الهداة - الكتاب الحبيب مختصر مغني اللبيب (كتاب في النحو) |

## ما كُتب عنه
ظهرت العديد من الكتب حول محمد محمد صادق الصدر خصوصاً بعد وفاته، إعجاباً بمواجهتة نظام صدام حسين، من أهمها:
- كتاب اغتيال شعب لفائق الشيخ علي - طبع مركز البحوث والدراسات الإستراتيجية العراقي، لندن، 2000.
- كتاب الصدر الثاني - الشاهد والشهيد لمختار الاسدي - طبع مؤسسة الأعراف، 1999.
- كتاب مرجعية الميدان - مشروع التغيير ووقائع الاغتيال لعادل رؤوف - طبع مركز العراقي للإعلام والدراسات، 1999.
- خواطر وذكريات - أسعد الناصري - مركز الدراسات التخصصية في فكر محمد الصدر، 2008.
- فقاعة الظاهر الفرعونية - أسعد الناصري - مركز الدراسات التخصصية في فكر محمد الصدر، النجف، 2008.
- الثورة البيضاء - قاسم الكعبي - مركز الدراسات التخصصية في فكر محمد الصدر، النجف، 2009.

## الصدر في الأفلام
- أُنتِجَ عام 2005 فيلماً عن حياة محمد محمد صادق الصدر ودوره السياسي واقامته صلاة الجمعة وكذلك اغتياله.

## مقالات ذات علاقة
- مقتدى الصدر.
- انتفاضة العراق 1999.
- محمد باقر الصدر.

## الملاحظات
1. ↑  ويلقب محمد باقر الصدر بـ«الصدر الأول».